# Torneo Interbritannico 1925
Il Torneo Interbritannico 1925 fu la trentasettesima edizione del torneo di calcio conteso tra le Home Nations dell'arcipelago britannico. Il torneo fu vinto dalla Scozia.

## Risultati
| Data             | Luogo     | Squadra 1   | Risultato | Squadra 2   |
| ---------------- | --------- | ----------- | --------- | ----------- |
| 22 ottobre 1924  | Liverpool | Inghilterra | 3 - 1     | Irlanda     |
| 14 febbraio 1925 | Edimburgo | Scozia      | 3 - 1     | Galles      |
| 28 febbraio 1925 | Swansea   | Galles      | 1 - 2     | Inghilterra |
| 28 febbraio 1925 | Belfast   | Irlanda     | 0 - 3     | Scozia      |
| 4 aprile 1925    | Glasgow   | Scozia      | 2 - 0     | Inghilterra |
| 18 aprile 1925   | Wrexham   | Galles      | 0 - 0     | Irlanda     |

## Classifica
| Pos | Squadra     | Pti | G | V | N | P | GF | GS |
| --- | ----------- | --- | - | - | - | - | -- | -- |
| 1   | Scozia      | 6   | 3 | 3 | 0 | 0 | 8  | 1  |
| 2   | Inghilterra | 4   | 3 | 2 | 0 | 1 | 5  | 4  |
| 3   | Galles      | 1   | 3 | 0 | 1 | 2 | 2  | 5  |
| 3   | Irlanda     | 1   | 3 | 0 | 1 | 2 | 1  | 6  |

## Vincitore
| Campione 1925 Scozia |